# Position X
Position X var en TV4-satsning, med Martin Timell som programledare under hösten 2002, där tre lag skulle gömma sig för de två spanarparen. Finalen ägde rum 20 september och premiären 16 augusti.
Programmet sände fem dagar i veckan, med en halvtimme varje måndag-torsdag mellan 19.30 och 20.00 CET och en timme varje fredag mellan 20.00 och 21.00 CET. Fredagsfinalerna sändes från Studio 1 i TV4-huset. På fredagar sändes dessutom Position Xtra på Internet och i kanalen Mediteve.

## Regler, koncept och vinnare
Varannan timme ska rymmarna och spanarna uppge sig nuvarande positionering. Vid positioneringen skickades också ut en tredje position som var falsk och som gick under namnet "Bluffspanare". De två spanarparen byttes ut varje vecka och bestod av två kändisar. Varje lördag-torsdag fick rymmarna ett uppdrag som de skulle uppfylla för att få 5 000 kronor, blev de "smygfilmade" av spanarna förlorade de dock beloppet. Varje fredag röstade tittarna vidare två av de tre paren som får fortsätta tävla, därefter tillkommer ett nytt rymmarpar.
Rymmarna fick inte lifta på allmän väg eller använda sig av kompisar som chaufförer. De fick använda 100 kronor varje dag till sina dagsbehov. I finalprogrammet röstade sen tittarna fram vilket av de sista tre deltagarparen som skulle vinna en resa jorden runt. Den 21 september 2002 röstades Christer "Chippen" Malmer och Roy "Raj-Raj" Frisk fram av tittarna till Årets rymmare.

## Rymmare
- Magnus "Mammut" Milefors och Filip Cederholm, Stockholm.
- Roy "Raj-Raj" Frisk, Strömstad och Christer "Chippen" Malmer, Filipstad.
- Fredrik "Ludde" Lundblad och Kristoffer "Stoffe" Jansson, Knutby.
- Beatrice "Bea" Isidorsson och Malin Wallinder, Gävle.
- Aron Revesz och Pierre Börjesson, Göteborg.
- Nilla Nielsen och Annki Jönsson, Helsingborg.
- Anna Nilsson och Emma Karlsson, Finspång.
- Petter Hessö och Andreas Ottosson, Kungsbacka.

## Spanare
| Vecka | Spanarpar                           | Spanarpar                                                |
| ----- | ----------------------------------- | -------------------------------------------------------- |
| 1     | Filip och Fredrik                   | Zübeyde Simsek och Ola Skinnarmo                         |
| 2     | Martin Stenmarck och Linda Isaksson | Qristina Ribohn och Sven-Åke Wahlström                   |
| 3     | Paul Tilly och Tobbe Blom           | Linda Lampenius och Anna Sahlin                          |
| 4     | Malou Hansson och Nana Hansson      | Josefine Sundström och Zlatko Nedanovski                 |
| 5     | Peter Magnusson och Tilde Fröling   | Fredrik "Ludde" Lundblad och Kristoffer "Stoffe" Jansson |